# Dichostemma zenkeri
Dichostemma zenkeri är en törelväxtart som beskrevs av Ferdinand Albin Pax. Dichostemma zenkeri ingår i släktet Dichostemma och familjen törelväxter.
Artens utbredningsområde är Kamerun. Inga underarter finns listade i Catalogue of Life.